# Beach Samba
| Оценки критиков               | Оценки критиков |
| Источник                      | Оценка          |
| ----------------------------- | --------------- |
| AllMusic                      | [ 1 ]           |
| Encyclopedia of Popular Music | [ 2 ]           |

Beach Samba — пятый студийный альбом бразильской певицы Аструд Жилберту, выпущенный в 1967 году на лейбле Verve Records. Продюсером альбома стал Крид Тейлор, аранжировками занимались Эумир Деодато и Дон Себески.

## Отзывы критиков
Альбом получил смешанные отзывы критиков. Ричи Унтербергер из AllMusic поставил альбому три звезды из пяти, заявив, что это наименее удачный альбом Жилберту, выпущенный в 1960-е годы, в первую очередь из-за более ориентированного на поп-музыку выбора песен. В издании же Billboard дали положительную оценку работе Жилберту, ответив, что она умело смешивает бразильскую и американскую музыку, и добавили, что теперь она по праву может считаться артистом первого класса. Рецензент журнала Cash Box написал: «Большая часть музыки завораживает, от неё захватывает дух, и альбом должен вызвать бурную реакцию слушателей». Колин Ларкин, составляя Encyclopedia of Popular Music, присудил альбому четыре звезды. В 2005 году альбом был включён в альманах «Тысяча и один музыкальный альбом, который стоит прослушать, прежде чем вы умрёте».

## Список композиций
| №  | Название           | Автор(ы)                                      | Длительность |
| -- | ------------------ | --------------------------------------------- | ------------ |
| 1. | «Stay»             | Гейл Колдвелл                                 | 2:41         |
| 2. | «Misty Roses»      | Тим Хардин                                    | 2:36         |
| 3. | «The Face I Love»  | Норман Гимбел, Карлос Пинарильо, Маркос Валле | 2:06         |
| 4. | «A Banda (Parade)» | Шику Буарки, Боб Расселл                      | 2:07         |
| 5. | «Oba, Oba»         | Луис Бонфа                                    | 1:59         |
| 6. | «Canoeiro»         | Эумир Деодато                                 | 1:32         |

| №  | Название                         | Автор(ы)                    | Длительность |
| -- | -------------------------------- | --------------------------- | ------------ |
| 1. | «I Had the Craziest Dream»       | Мак Гордон, Гарри Уоррен    | 2:25         |
| 2. | «Bossa Na Praia (Beach Samba)»   | Жеральдо Чуна, Пери Рибейро | 2:48         |
| 3. | «My Foolish Heart»               | Нед Вашингтон, Виктор Янг   | 2:47         |
| 4. | «Dia das Rosas (I Think of You)» | Луис Бонфа, Патти Джейкоб   | 2:21         |
| 5. | «You Didn’t Have to Be So Nice»  | Стив Бун, Джон Себастьян    | 2:41         |
| 6. | «Não Bate O Coração»             | Эумир Деодато               | 1:35         |